# Marecidia sanguipuncta
Marecidia sanguipuncta là một loài bướm đêm thuộc phân họ Arctiinae, họ Erebidae.